# Automobilindustrie in Deutschland

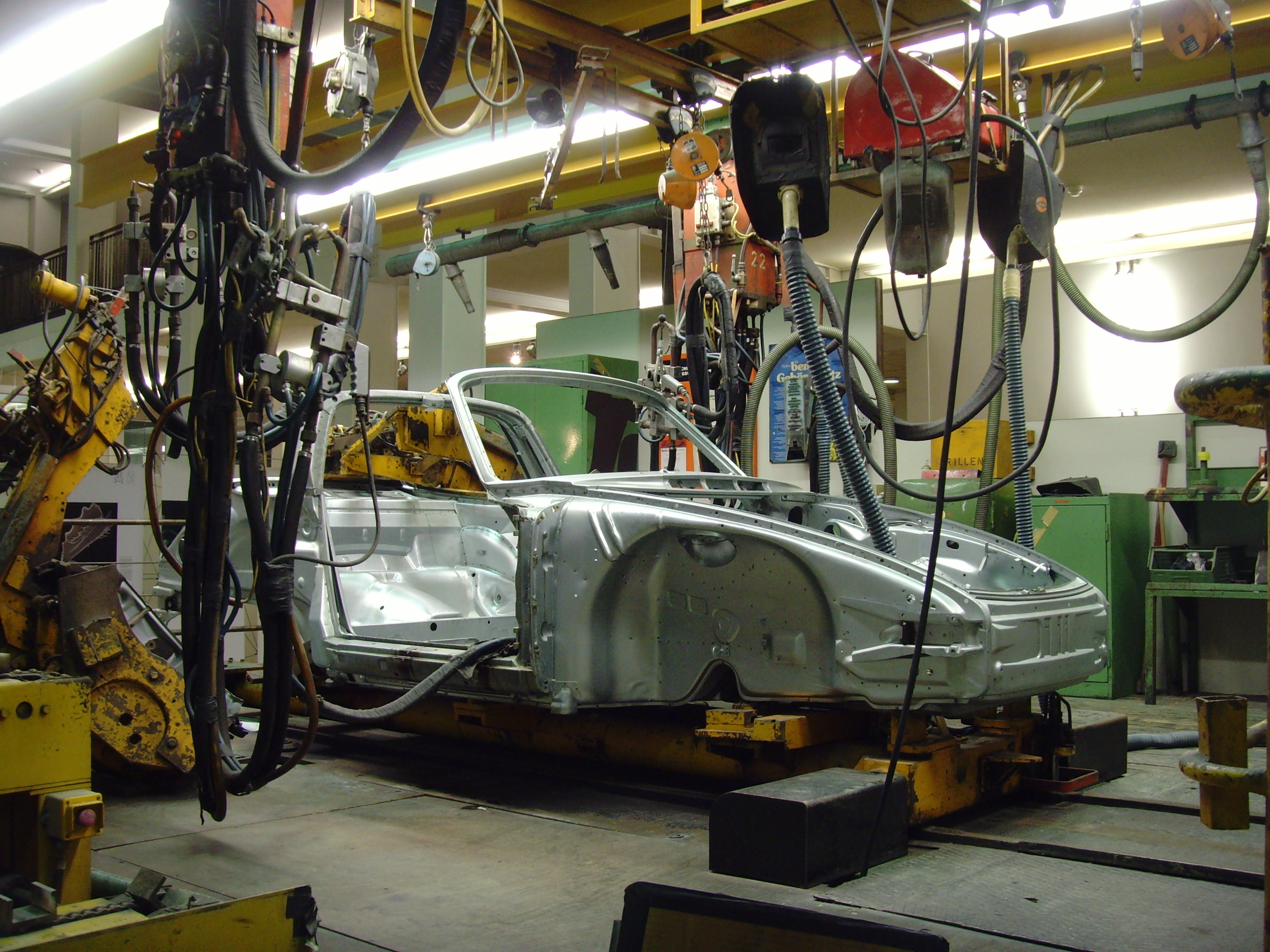
Montage Porsche 911, Landesmuseum für Technik und Arbeit Mannheim, 2008

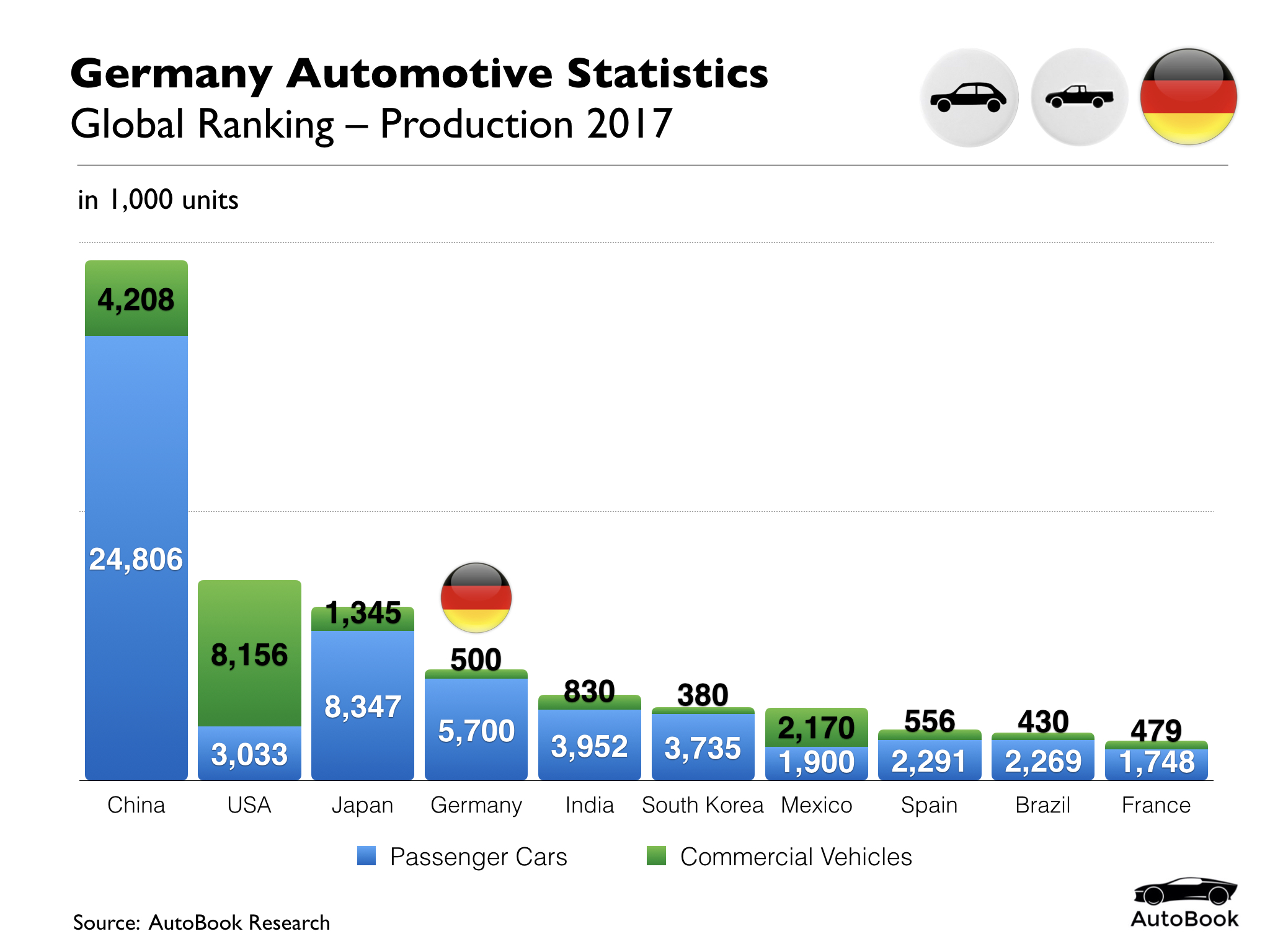
Deutsche Automobilproduktion Stand 2017

Die Automobilindustrie in Deutschland ist mit über 857.336 Arbeitskräften (Stand: 2016) eine der größten Industriesparten in Deutschland.
Als Domäne heutiger Kraftfahrzeuge gilt die deutsche Automobilindustrie als eine der wettbewerbsfähigsten und innovativsten der Welt und verfügt weltweit über die sechstgrößte Automobilproduktion sowie über die vierthöchste jährliche Gesamtzahl an produzierten Personenkraftwagen (Stand: 2023).
Mit einer Jahresproduktion von fast sechs Millionen und einem Anteil von 31,5 % an der Europäischen Union (Stand: 2017) gewannen in Deutschland entworfene Autos die jährlichen Auszeichnungen „Europäisches Auto des Jahres“, „Internationales Auto des Jahres“ und „Weltauto des Jahres“. am häufigsten unter allen Ländern. Der Volkswagen Käfer und der Porsche 911 belegten bei der Auszeichnung „Auto des Jahrhunderts“ die Plätze 4 und 5.

## Geschichte

### Frühgeschichte

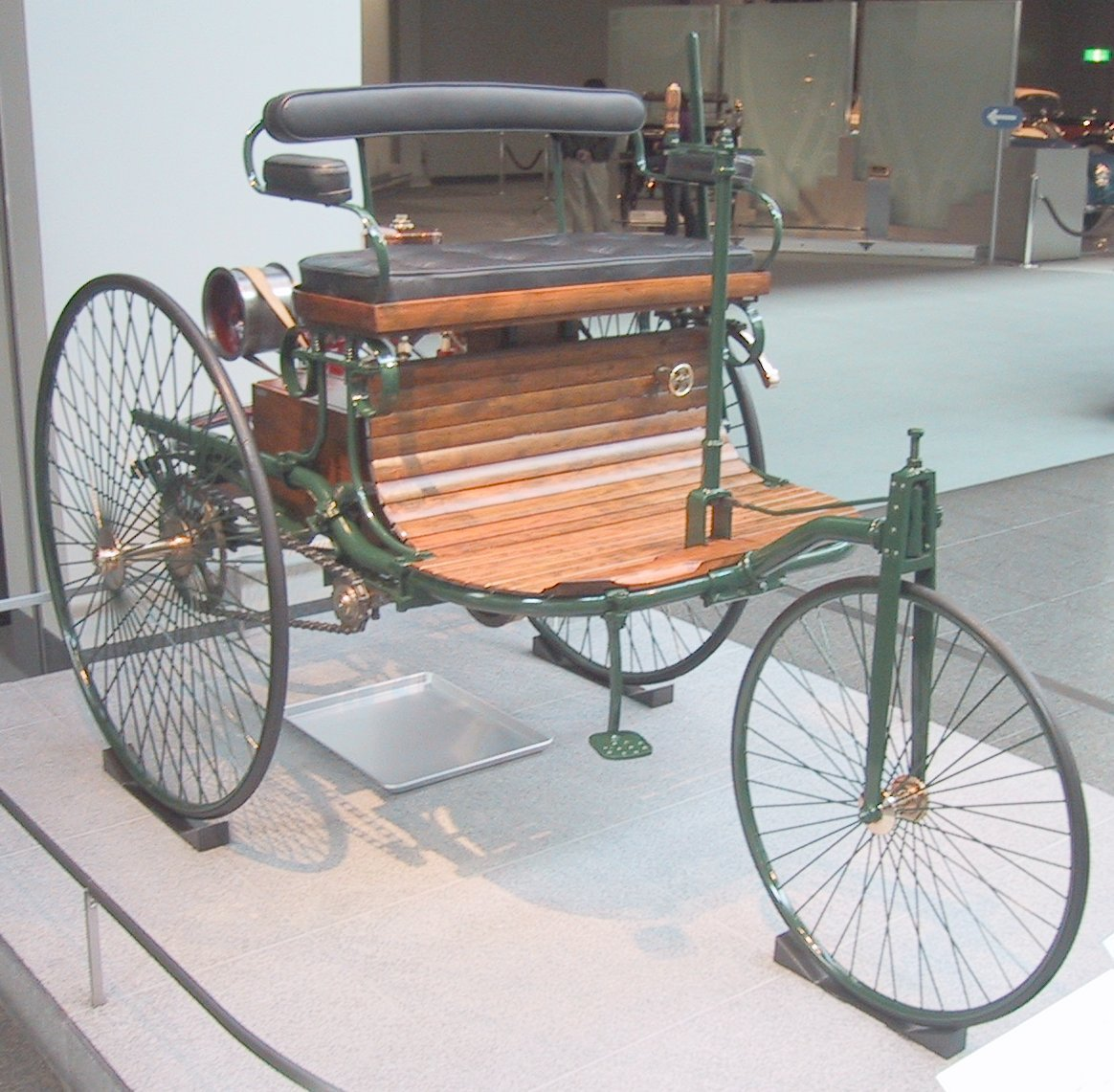
Der Patent Motorwagen von Carl Benz aus dem Jahr 1885 (Nachbau). Es gilt als das weltweit erste in Serie gefertigte Auto mit Verbrennungsmotor.

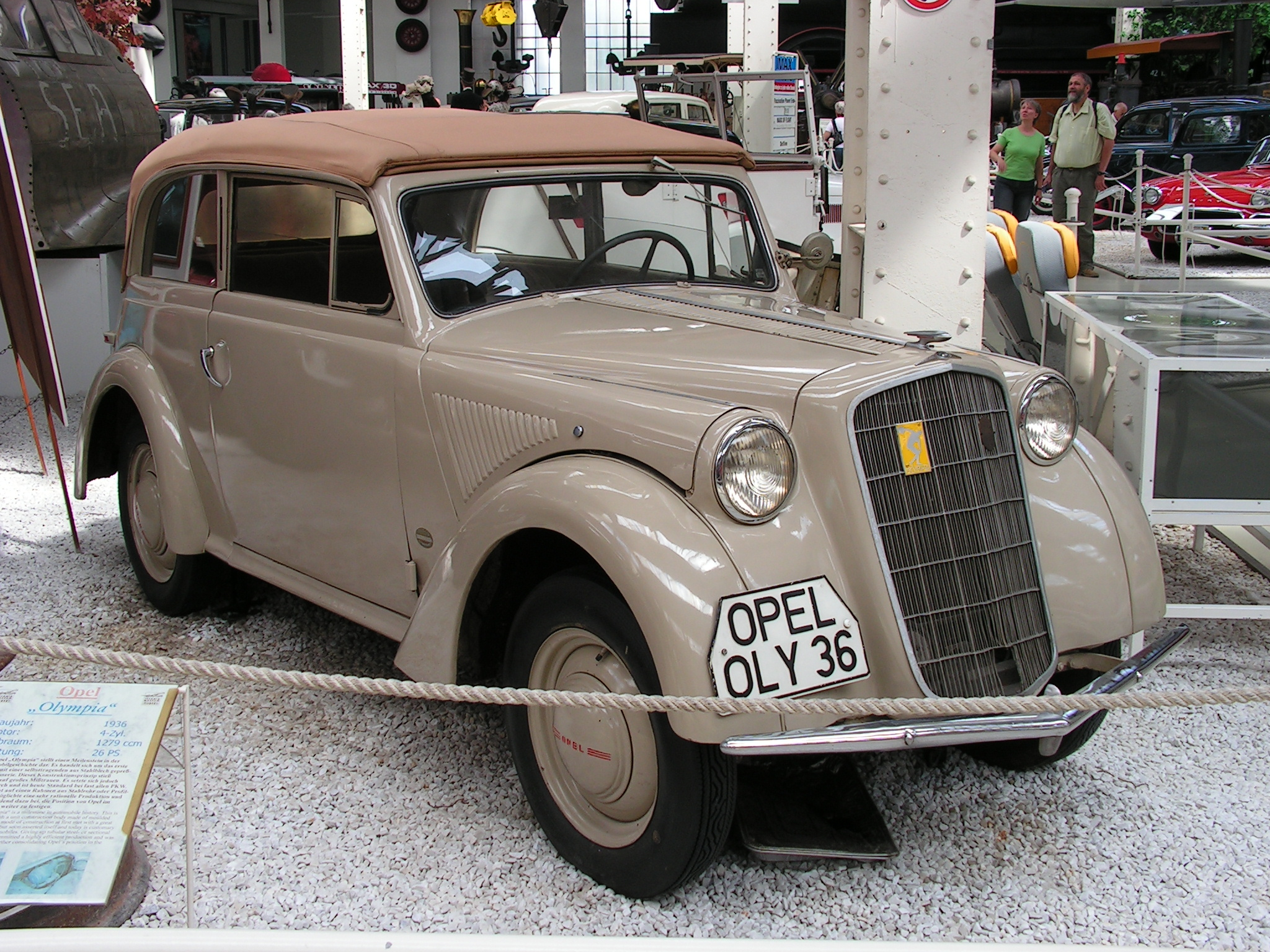
Opel Olympia (1935–1937)

Die Automobilpioniere Carl Benz (der spätere Gründer von Mercedes-Benz) und Nicolaus Otto entwickelten Ende der 1870er Jahre Viertakt-Verbrennungsmotoren; Benz baute seinen Entwurf 1887 in einen Reisebus ein, der zum heutigen Automobil führte. Bis 1901 produzierte Deutschland etwa 900 Autos pro Jahr. 1926 entstand Daimler-Benz aus den Vorgängerunternehmen Carl Benz und Gottlieb Daimler; Es wurden Autos der Marke Mercedes-Benz hergestellt. Obwohl BMW bereits 1916 gegründet wurde, begann die Automobilproduktion erst 1928.
Der amerikanische Ökonom Robert A. Brady dokumentierte ausführlich die Rationalisierungsbewegung, die die deutsche Industrie in den 1920er Jahren prägte, und obwohl sein allgemeines Modell der Bewegung auf die Automobilindustrie zutraf, befand sich der Sektor in den späteren Jahren der Weimarer Republik von 1918 bis 1933 in einem schlechten Zustand. Die langsame Entwicklung der deutschen Automobilindustrie öffnete den deutschen Markt für große amerikanische Automobilhersteller wie General Motors (der 1929 das deutsche Unternehmen Opel übernahm) und die Ford Motor Company (die zunächst die erfolgreiche deutsche Tochtergesellschaft Ford-Werke unterhielt) im Jahr 1925.
Der Zusammenbruch der Weltwirtschaft während der Weltwirtschaftskrise Anfang der 1930er Jahre stürzte die deutsche Automobilindustrie in eine schwere Krise. Während es in den 1920er Jahren in Deutschland 86 Automobilunternehmen gab, überlebten nur knapp zwölf die Depression, darunter Daimler-Benz, Opel und Fords Werk in Köln. Vier der größten Automobilhersteller des Landes wurden auf Betreiben der Sächsischen Staatsbank am 29. Juni 1932 rückwirkend zum 1. November 1931 zur Auto Union AG vereinigt. Das Firmenzeichen mit den verschlungenen Ringen symbolisierte den Zusammenschluss der vier Marken Audi, DKW, Horch und Wanderer, die beibehalten wurden.
Die Wende in der deutschen Automobilindustrie erfolgte Mitte der 1930er Jahre nach der Wahl der NSDAP an die Macht im Jahr 1933. Die Nazis führten eine Politik der sogenannten Motorisierung ein, eine Verkehrspolitik, die Adolf Hitler selbst durchführte galt als Schlüsselelement der Versuche, die NS-Regierung durch die Anhebung des Lebensstandards des Volkes zu legitimieren. Neben der Entwicklung und Erweiterung großer Autobahnprojekte (bei denen 1935 die erste Autobahn fertiggestellt wurde) zielte das Volkswagen-Projekt auf die Entwicklung und den Bau eines robusten, aber kostengünstigen „Volksautos“ ab, dessen Produkt der vorgestellte Volkswagen Käfer war im Jahr 1937. Rund um das Volkswagen-Werk entstand eine neue Stadt (ab 1945 Wolfsburg genannt), in der die große Belegschaft untergebracht war, doch 1940 wurde die Volkswagen-Produktion auf Militärproduktion umgestellt.

### Nachkriegszeit

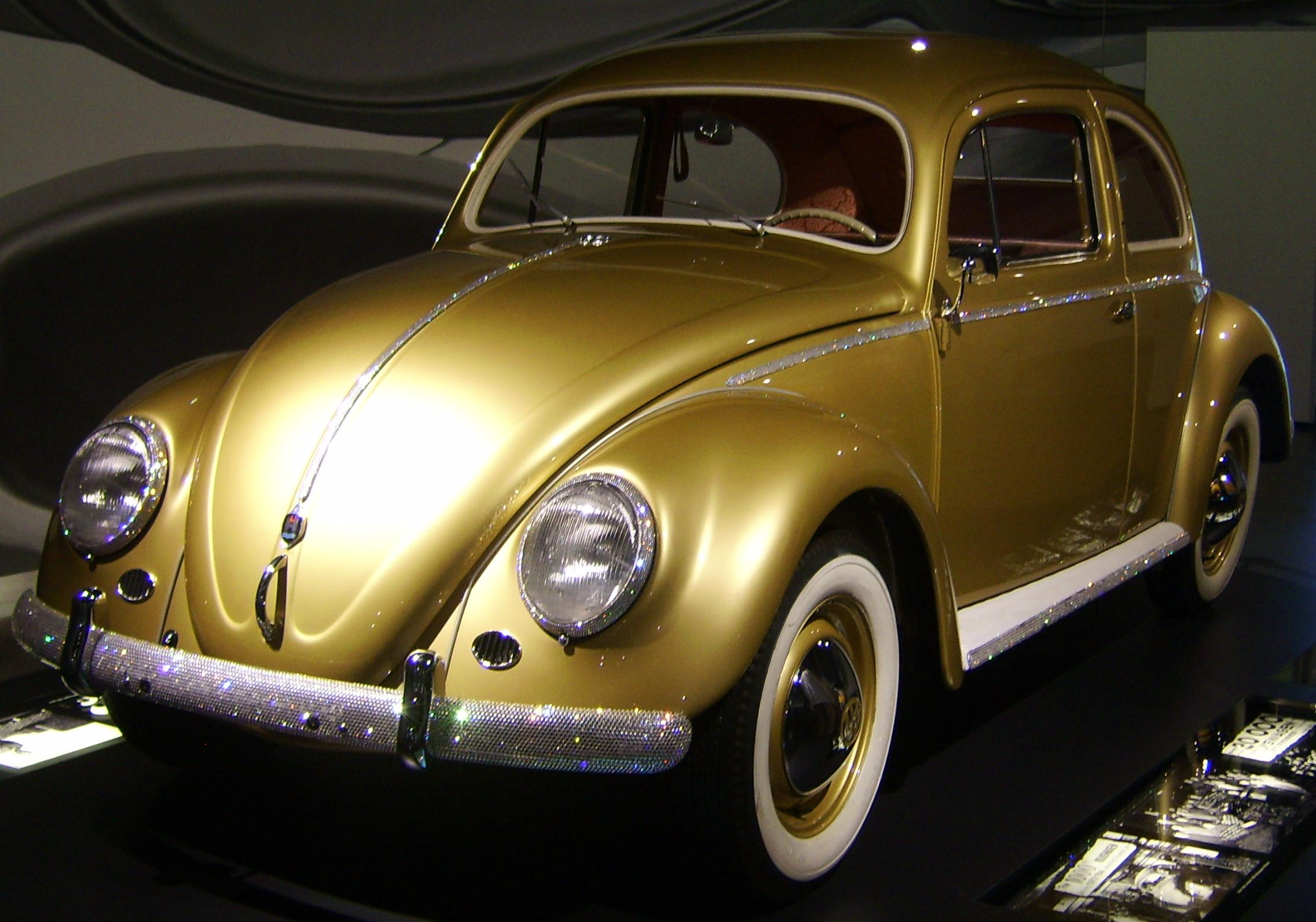
Der juwelenbesetzte einmillionste Typ 1

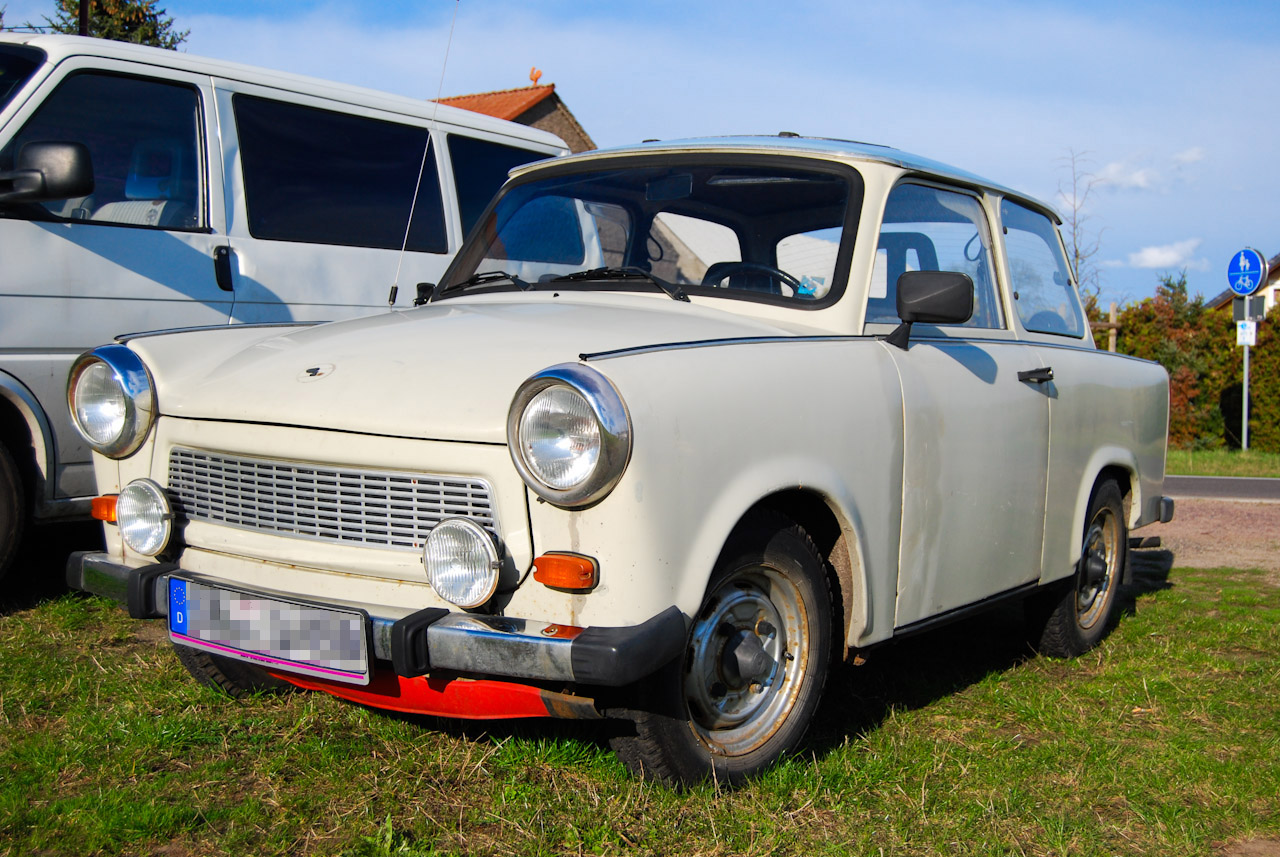
Ein Trabant 601 „De Luxe Limousine“

Bis zum Ende des Zweiten Weltkriegs waren die meisten Autofabriken zerstört oder schwer beschädigt. Darüber hinaus stand der östliche Teil Deutschlands unter der Kontrolle der Sowjetunion, die einen Großteil der verbliebenen Maschinen demontierte und als Kriegsentschädigung an die Sowjetunion zurückschickte. Einige Hersteller wie Maybach und Adlerwerke starteten wieder, produzierten aber keine Personenkraftwagen mehr. Die Volkswagen-Produktionsstätte in Wolfsburg setzte die Produktion des Volkswagen Käfers (Typ 1) 1945 fort, eines Autos, das sie schon vor dem Krieg herstellen wollte (unter dem Namen KdF-Wagen), mit der Ausnahme, dass das Werk auf die Produktion von Militär-Lkw umgestellt wurde während des Krieges. Bis 1955 hatte VW eine Million Volkswagen Käfer hergestellt und bis 1965 zehn Millionen gebaut, da er sowohl auf den Exportmärkten als auch auf dem Heimatmarkt an Popularität gewann. Andere Automobilhersteller bauten ihre Werke wieder auf und nahmen die Produktion langsam wieder auf, wobei die ersten Modelle größtenteils auf Vorkriegskonstruktionen basierten. Mercedes-Benz nahm 1946 die Produktion mit der aus der Vorkriegszeit entworfenen Baureihe 170 wieder auf. 1951 stellten sie die 220er-Serie mit einem moderneren Motor und die 300er-Serie vor. Opel belebte 1947 die Vorkriegsautos Opel Olympia und 1948 den Opel Kapitän wieder. Werkzeuge für den Opel Kadett wurden von den Sowjets beschlagnahmt und zur Herstellung des Moskwitsch 400-420 verwendet. Das Unternehmen hatte 1945 die Produktion von Lastkraftwagen wieder aufgenommen baute 1948 den Vorkriegs-Ford Taunus. Porsche begann 1948 mit der Produktion seines Sportwagens Porsche 356 und ersetzte ihn durch ihren langlebigen Porsche 911 im Jahr 1964 (der mehr als 50 Jahre und mehrere Inkarnationen später noch in Produktion ist).
Borgward begann 1949 mit der Produktion, Goliath, Lloyd, Gutbrod und Auto Union (DKW) begannen 1950. Die ersten BMW-Autos nach dem Krieg waren 1952 der luxuriöse BMW 501 und der BMW 502. 1957 stiegen die NSU Motorenwerke wieder in den Automobilmarkt ein.
Zu den Automobilherstellern in Ostdeutschland gehörten nach dem Krieg das Eisenacher Motorenwerk (EMW), das auch den Wartburg herstellte, und der VEB Sachsenring Automobilwerke Zwickau, der den IFA F8 (abgeleitet vom DKW F8) und den Trabant herstellte. Der Status Ostdeutschlands als kommunistisches Land spiegelte sich im relativ primitiven Design und der Verfeinerung dieser Autos wider, obwohl beide bis Anfang der 1990er Jahre, kurz nach dem Sturz der kommunistischen Herrschaft und der deutschen Wiedervereinigung, in Produktion blieben.
Nach dem Krieg produzierte EMW zunächst Modelle, bei denen es sich im Wesentlichen um Vorkriegsmodelle BMW 326 und BMW 327 handelte, da das Werk in Eisenach früher im Besitz von BMW war.
Mitte bis Ende der 1950er Jahre wurde das Bubble-Auto populär. BMW war mit der BMW Isetta und dem BMW 600 der größte Hersteller. Weitere Marken waren die Messerschmitt KR175 und KR200, die Heinkel Kabine und der Zündapp Janus. Beliebt waren auch Kleinstwagen wie das Glas Goggomobile, der BMW 700 und der Lloyd 600. Das Konzept des „Bubble Car“ wurde jedoch bereits 1970 aufgegeben.
In den späten 1950er Jahren geriet BMW in finanzielle Schwierigkeiten und die Kontrolle über das Unternehmen ging an die Familie Quandt über. BMW erwarb Glas im Jahr 1966. Im Jahr 1961 gab der Borgward-Automobilkonzern, zu dem auch Goliath und Lloyd gehörten, sein Geschäft auf. 1958 wurde Auto Union GmbH von der Daimler AG übernommen, dann aber wiederum schrittweise von 1964 bis 1966 an die Volkswagen AG verkauft (zu diesem Zeitpunkt wurde die Marke DKW abgeschafft und der Name Audi wiederbelebt). Im Jahr 1969 erwarb die Volkswagen AG die NSU Motorenwerke (Entwickler des Wankelmotors) und fusionierte sie mit der Auto Union GmbH. Das NSU-Typenschild verschwand jedoch 1977, als die Ro80-Wankelmotor-Limousine (Europäisches Auto des Jahres bei ihrer Markteinführung zehn Jahre zuvor) produziert wurde. Es wurde größtenteils aufgrund enttäuschender Verkaufszahlen und eines schlechten Rufs in Bezug auf Zuverlässigkeit eingestellt.
Ford fusionierte 1967 seine deutschen und britischen Betriebe mit der Absicht, in seinen deutschen und britischen Werken identische Autos zu produzieren. Ford hatte 1963 auch eine Fabrik in Genk, Belgien, eröffnet. 1976 eröffnete das Unternehmen auch eine Fabrik in Valencia, Spanien, wo sich die Produktion des neuen Fiesta-Supermini (der erste Ford dieser Größe, der in einem Land gebaut wurde) konzentrierte. Der 1967 auf den Markt gebrachte Escort war der erste neue Ford, der sowohl in deutschen als auch in britischen Werken hergestellt wurde. Anfang 1969 brachte Ford ein neues Sportcoupé auf den Markt, den Capri, der wie der Escort in ganz Europa produziert wurde. Der Taunus von 1970 nutzte das gleiche Grunddesign wie der britische Cortina MK3, hatte jedoch ein etwas anderes Außendesign, obwohl diese Designunterschiede mit der Einführung des Taunus von 1976 ausgeglichen wurden. Fords neues Flaggschiffmodell, der Granada, wurde ab Anfang 1972 in Großbritannien, Deutschland und Spanien gebaut, die britische Produktion wurde jedoch nach einigen Jahren eingestellt.

### 1970er Jahre

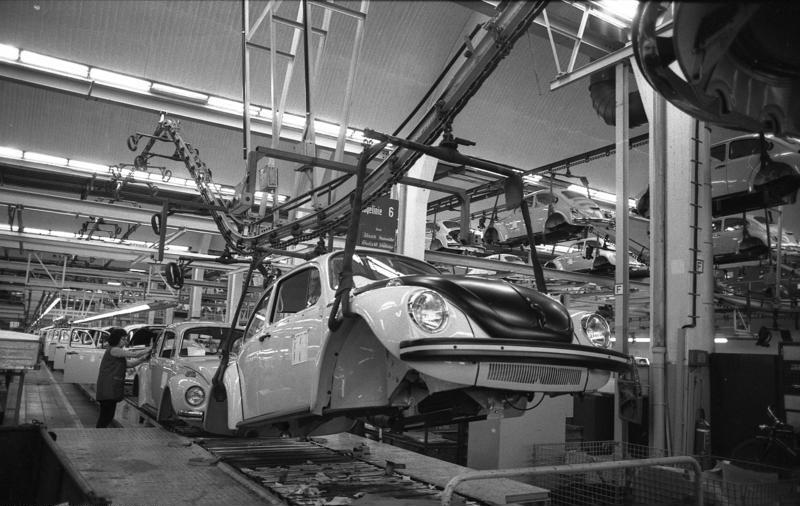
Volkswagen Fließbandfertigung Stand 1973

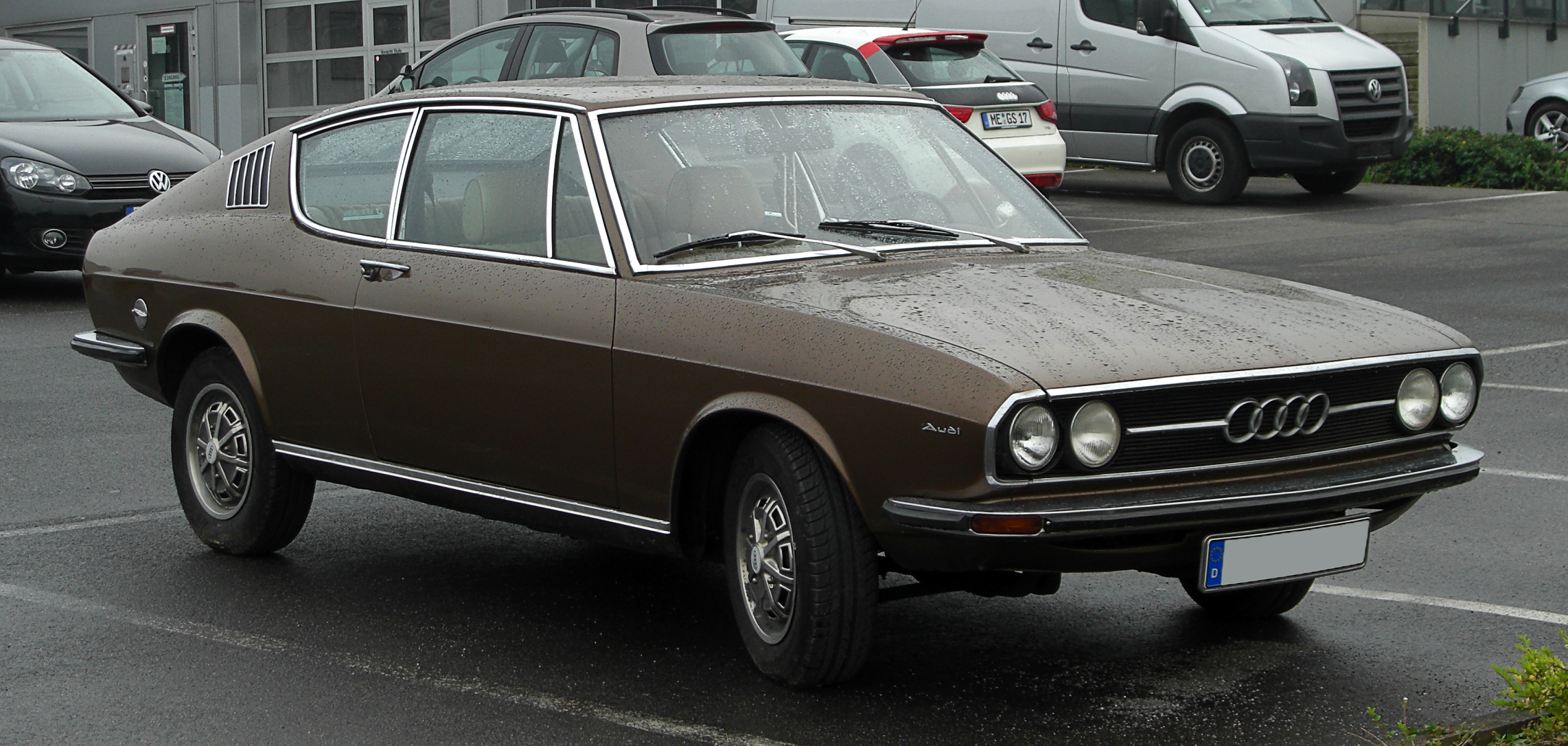
Audi 100 Coupe S (C1)

Volkswagen geriet Anfang der 1970er Jahre in große finanzielle Schwierigkeiten; Der in die Jahre gekommene Käfer verkaufte sich immer noch gut auf der ganzen Welt, die neueren Modelle waren jedoch weniger erfolgreich. Doch dann erlebte das Unternehmen mit der Einführung des beliebten Passat im Jahr 1973, des Golf im Jahr 1974 und des Polo im Jahr 1975 eine Wiederbelebung – alle diese Autos waren mit der neuen Fließheck-Anordnung mit Frontantrieb ausgestattet, die sich nach der Einführung in ganz Europa zunehmender Beliebtheit erfreute wurde 1965 von Renault in Frankreich mit dem R16 patentiert. Der Polo war das neue Einstiegsmodell von Volkswagen und richtete sich direkt an moderne kleine Schrägheckmodelle wie den Fiat 127 und Renault 5. Der Mittelklasse-Golf galt als das Auto, das den Käfer schließlich ablösen sollte, und war mit Abstand das erste populäre Fließheck dieser Größe in Europa, was dazu führte, dass die meisten führenden Automobilhersteller Anfang der 1980er Jahre ein Fließheck ähnlicher Größe auf den Markt brachten. Die Produktion des Käfers endete 1978 in Deutschland, obwohl er bis 2003 weiterhin in Mexiko und Brasilien produziert wurde, wobei in den letzten 25 Jahren eine kleine Anzahl von Modellen nach Deutschland und in das übrige Europa importiert wurde. Der Passat wurde als fortschrittlichere Alternative zu herkömmlichen größeren Limousinen wie dem Ford Taunus/Cortina, dem Opel Ascona (ab 1975 in Großbritannien als Vauxhall Cavalier verkauft) und dem Renault 12 vermarktet.
Das Scirocco-Coupé von 1974 war auch auf dem kleineren Sportwagenmarkt ein Erfolg und konkurrierte mit Fahrzeugen wie dem Ford Capri und dem Opel Manta. Auch das Partnerunternehmen Audi erlebte einen Aufschwung durch den Erfolg der 100er-Reihe (1968 eingeführt) und des kleineren 80er (1972 eingeführt und zum europäischen Auto des Jahres gewählt). Beide neuen Audi-Modelle waren mit Frontantrieb ausgestattet. Der Volkswagen Polo war tatsächlich eine überarbeitete Version des Audi 50, aber das Original von Audi verkaufte sich langsamer als der Volkswagen, aus dem es hervorging, und war nur auf bestimmten Märkten erhältlich.
Sowohl Volkswagen als auch Audi erfreuten sich in den 1970er-Jahren einer wachsenden Beliebtheit auf den Überseemärkten, und dies hielt auch in den 1980er-Jahren an. Audi brachte 1968 ein großes Limousinenmodell auf den Markt, den Audi 100, und vier Jahre später folgte der kleinere Audi 80, der 1973 die Auszeichnung „Europäisches Auto des Jahres“ gewann. 1980 stieg Audi in den Sportwagen ein mit seinem frontgetriebenen Coupé und der allradgetriebenen Hochleistungsversion Quattro auf den Markt. Der Quattro-Allradantrieb wurde später in die Limousinenmodelle von Audi übernommen.
In den 1970er und frühen 1980er Jahren integrierte General Motors Opel in die britische Marke Vauxhall, so dass die Designs gemeinsam genutzt wurden, der einzige Unterschied bestand in den Namen. Angesichts der harten Konkurrenz durch moderne Designs von Volkswagen wechselte General Motors 1979 mit der neuesten Version des Opel Kadett zu einem Fließheckmodell mit Frontantrieb, gefolgt von dem neuen Ascona (der den Namen Vauxhall Cavalier für den Britischen Markt 1981 beibehielt). 1982 eröffnete das Unternehmen ein neues Werk in Saragosa, Spanien, um den neuen Kleinwagen Opel Corsa zu produzieren; Dieses Auto wurde später als Vauxhall Nova nach Großbritannien importiert. Die Produktion der Modelle Kadett/Astra und Ascona/Cavalier war auf Werke in Deutschland, Belgien, Spanien und Großbritannien aufgeteilt. Der Vauxhall Carlton wurde seit seiner Einführung im Jahr 1978 kurzzeitig in Großbritannien gebaut, aber innerhalb weniger Jahre konzentrierte sich die Produktion vollständig auf Deutschland, wo er zusammen mit dem identischen Opel Rekord gebaut wurde.

### 1980er und 1990er Jahre
Die endgültige Version des Opel Kadett wurde bei seiner Einführung im Jahr 1984 zum europäischen Auto des Jahres gewählt, ebenso wie der Nachfolger des Opel Rekord – der Omega – zwei Jahre später. Der Nachfolger des Ascona, der Vectra (in Großbritannien immer noch Vauxhall Cavalier), kam 1988 auf den Markt, verpasste jedoch die Auszeichnung „Europäisches Auto des Jahres“ hinter dem Fiat Tipo.
Auf die radikalen Veränderungen im Autodesign, die in den 1970er- und 1980er-Jahren stattfanden, reagierte Ford mit einer erheblichen Änderung seiner Modellpalette. Nach der Markteinführung des Kleinwagens Fiesta im Jahr 1976 wechselte das Unternehmen bei seiner Einführung im Jahr 1980 zum Escort III auf Frontantrieb und Fließheck und entschied sich 1982 dafür, den Taunus/Cortina durch den Sierra zu ersetzen – wobei das überaus beliebte Limousinenformat zugunsten eines aufgegeben wurde aerodynamisches Fließheck, obwohl 1987 eine Limousinenversion hinzugefügt wurde. 1983 hatte Ford auch auf die anhaltende Nachfrage nach Familienlimousinen reagiert, indem er den Orion, die Limousinenversion des Escort, auf den Markt brachte. Der Scorpio löste 1985 den Granada als europäisches Flaggschiff von Ford ab und wurde ausschließlich im Kölner Werk in Deutschland hergestellt. Der Scorpio war ursprünglich nur als Fließheckmodell erhältlich, und trotz seiner Beliebtheit erweiterte Ford schließlich die Scorpio-Reihe durch die Einführung eines Limousinenmodells im Jahr 1990 und eines Kombimodells im Jahr 1992. Die rückläufige Nachfrage nach Sportcoupés führte zu der Entscheidung von Ford, das Scorpio-Modell nicht direkt zu ersetzen Capri, das nach 1986 eingestellt wurde.
Nach der Erneuerung in den 1970er-Jahren modernisierte VW in der ersten Hälfte der 1980er-Jahre seine Modellpaletten und verzeichnete in Deutschland und den meisten anderen europäischen Märkten weiterhin starke Verkaufszahlen. Der Polo, der Passat und der Scirocco kamen 1981 alle in die zweite Generation, und der MK2 Golf kam 1983 auf den Markt. Eine Limousinenversion des MK1 Golf, der Jetta, war seit 1979 erhältlich, und der MK2 Jetta kam 1984 auf den Markt. 1988 sah die Markteinführung des MK3 Passat und eines neuen Coupés, des Corrado, das parallel zum Scirocco produziert wurde, bis das ältere Auto 1992 aus dem Verkehr gezogen wurde.
Der VW Polo wurde 1990 aktualisiert, ein völlig neues Modell kam schließlich 1994 auf den Markt, und der MK3 Golf wurde kurz nach seiner Einführung im Jahr 1991 zum europäischen Auto des Jahres gewählt. Die Limousinenversion des MK3 Golf, der Vento, wurde 1991 auf den Markt gebracht 1992. Der Passat wurde 1993 aktualisiert, bevor 1996 ein völlig neues Modell auf den Markt kam. Der Corrado wurde 1996 ohne sofortigen Ersatz eingestellt. VW stieg 1995 mit dem Sharan in den MPV-Markt ein, der in Portugal im Rahmen einer Kooperation mit Ford gebaut wurde, die den identischen Galaxy produzierte. 1998 kam ein neuer Käfer mit Frontantrieb und Frontmotor auf den Markt, der jedoch wie die späteren Versionen des Originalmodells in Mexiko und nicht in Deutschland hergestellt wurde. Der MK4 Golf kam Ende 1997 auf den Markt und ein Jahr später kam eine Limousinenversion hinzu, der Bora.
BMW und Mercedes-Benz setzten in diesen Jahren bei ihren Limousinen und Coupés mit Kofferraum weiterhin auf den Hinterradantrieb. In den 1980er- und frühen 1990er-Jahren baute BMW seine Modellpaletten jedoch umfassender aus. Der ursprüngliche BMW 3er kam 1975 auf den Markt und wurde als zweitürige Limousine oder Cabriolet verkauft. Das 1982 eingeführte Modell der zweiten Generation war jedoch schließlich auch als viertürige Limousine und fünftüriger Kombi erhältlich, und in den 1990er Jahren umfasste die Modellpalette der dritten Generation schließlich auch ein dreitüriges Fließheckmodell. Der BMW 5er, das 1972 eingeführte Mittelklassemodell, wurde in den ersten beiden Generationen nur als viertürige Limousine verkauft, ab 1991 war ein Modell der dritten Generation als Kombi erhältlich.
Der Westen Deutschlands war im Vergleich zum Osten technisch weitaus fortschrittlicher (mehr als 4,5 Millionen gegenüber 200.000 Jahresproduktion an Automobilen in den 1980er Jahren), wobei die Kluft mit der deutschen Wiedervereinigung im Jahr 1990 endete.
In den 1980er und 1990er Jahren unternahm die deutsche Automobilindustrie weltweit große Akquisitionen und internationale Expansionen. Neben dem direkten Export fanden oder kauften deutsche Hersteller Werke in europäischen, asiatischen, lateinamerikanischen Ländern und sogar in den USA. Automobilindustrie Mexikos, Brasiliens, Chinas, der Türkei und einiger postsozialistischer osteuropäischer Länder gewann durch deutsche Investitionen einen erheblichen Anteil.
Volkswagen gründete 1984 ein Joint Venture mit der Shanghai Automotive Industry Corporation (unter dem Namen Shanghai Volkswagen Automotive) und gründete 1990 FAW-Volkswagen, um VWs und Audis in China zu produzieren. VW erwarb 1986 auch SEAT aus Spanien und 1991 Škoda aus der Tschechoslowakei, was die Modellpalette dieser Hersteller verbesserte und dazu beitrug, ihren Marktanteil in ganz Europa deutlich zu steigern. Volkswagen hatte die Polo-Produktion nach der Übernahme von SEAT sogar in ein SEAT-Werk in Spanien verlagert, und der SEAT Ibiza von 1993 bildete die Basis für den neuen Polo im darauffolgenden Jahr.
VW nutzte seine Komponenten auch markenübergreifend; So entstanden im Jahr 2000 aus dem Grundriss des Volkswagen Golf beispielsweise der Audi A3, der Audi TT, der SEAT Toledo, der Seat Leon, der Skoda Octavia und der Volkswagen Bora.
Ende der 1990er Jahre stieg VW in den Markt der Luxus- und Supersportwagen ein und erwarb Bentley aus Großbritannien sowie die Marken Bugatti und Lamborghini aus Italien.
Ab Ende der 1980er-Jahre konzentrierte Ford die Sierra-Produktion auf Belgien und nicht mehr auf Deutschland und Großbritannien, und sein Nachfolger, der Mondeo, wurde ausschließlich in Belgien produziert, als er etwa Ende 1992 in Produktion ging. Der Escort blieb bis dahin in ganz Europa in Produktion 2000, obwohl sein Nachfolger, der 1998 eingeführte Focus, nur in Deutschland für europäische Käufer produziert wurde. Der Scorpio wurde 1998 eingestellt und nicht direkt ersetzt, sondern Ford verwies potenzielle Scorpio-Käufer stattdessen auf hochwertigere Versionen des kleineren Mondeo. Der Untergang des Scorpio ereignete sich ungefähr zur gleichen Zeit, als Ford Volvo übernahm, das bereits eine starke Präsenz auf dem Markt für Oberklassewagen hatte, während Ford 1989 den britischen Luxusautohersteller Jaguar übernommen hatte und kurz vor der Einführung des Jaguar S-Type stand.
Anfang der 1990er-Jahre einigten sich Ford und Volkswagen darauf, im selben Werk gemeinsam einen MPV mit demselben Grunddesign zu produzieren. Das Ergebnis dieses Vorhabens waren der Ford Galaxy und der Volkswagen Sharan, aber diese Fahrzeuge wurden seit ihrer Einführung im Jahr 1995 nicht mehr in Deutschland, sondern in Portugal hergestellt. Ein Jahr später kam der SEAT Alhambra hinzu.

### 21. Jahrhundert

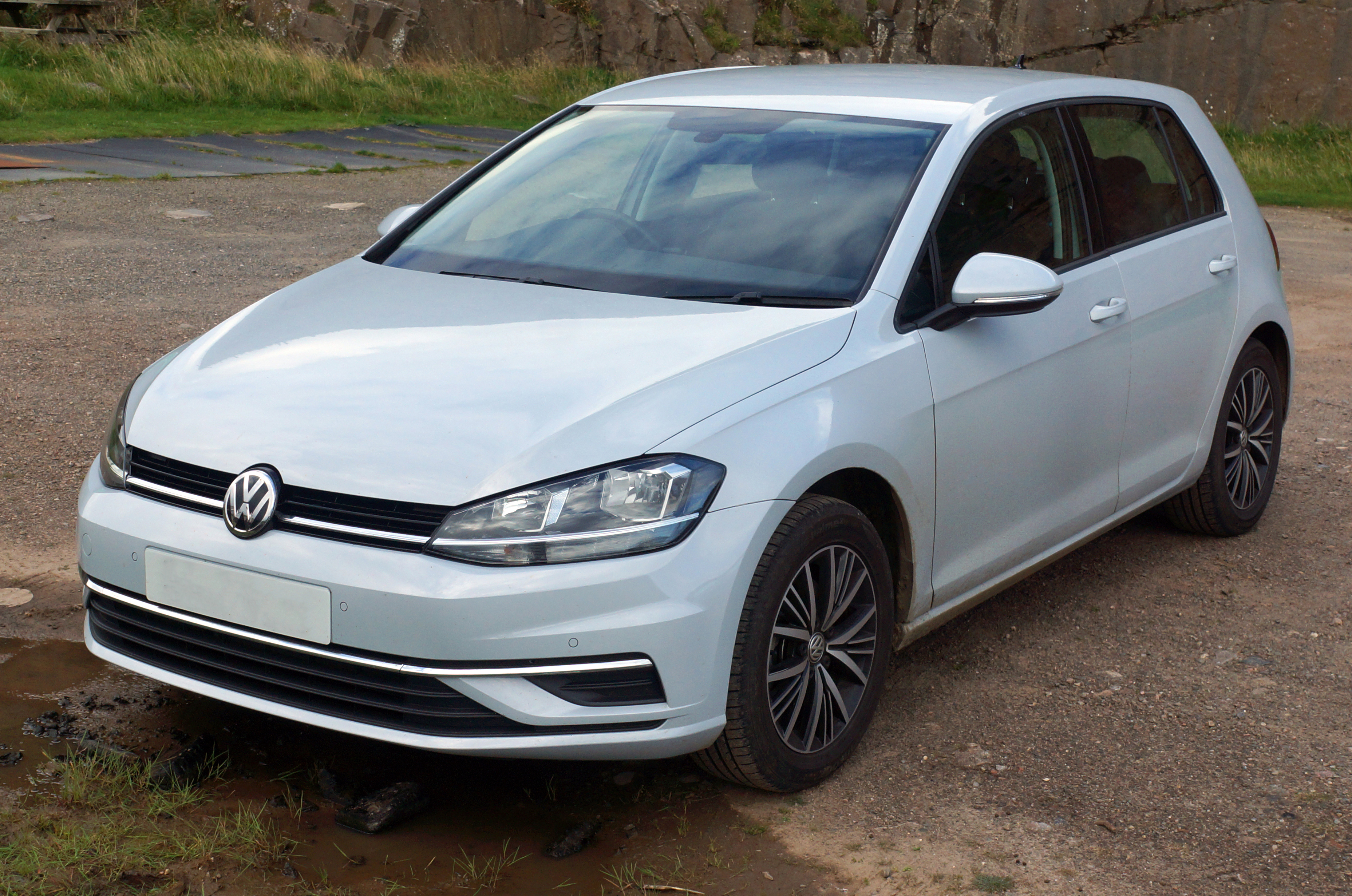
2017 Volkswagen Golf VII, hergestellt in Wolfsburg und Zwickau

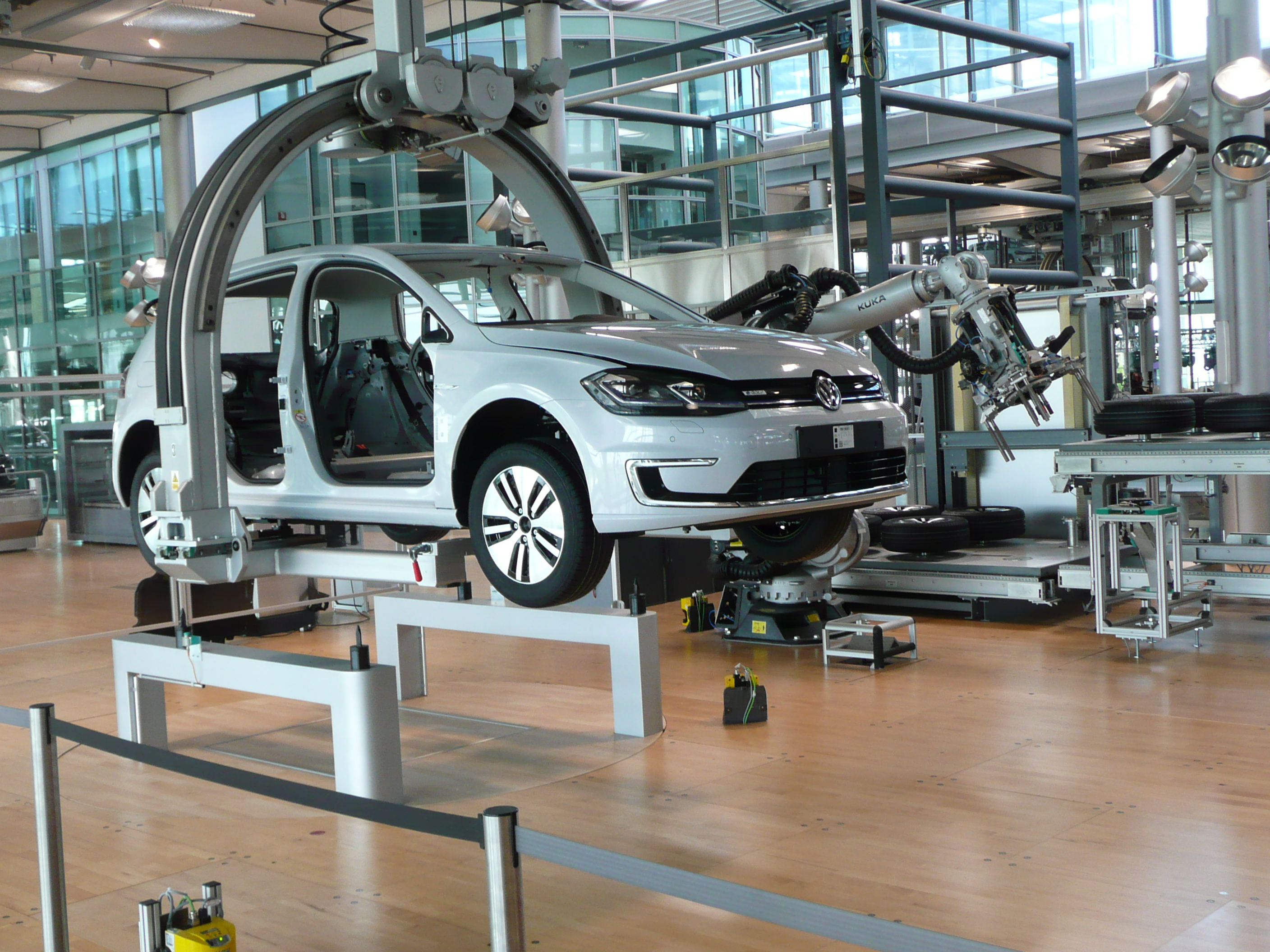
Robotisierte Fenstermontage in der „Gläserne Manufaktur“ von Volkswagen in Dresden

BMW erwarb 1994 die britische Rover Group, große Verluste führten jedoch zu deren Verkauf im Jahr 2000. BMW behielt jedoch den Namen Mini (Automarke) für eine Reihe neuer Autos, die ab 2001 alle in Großbritannien gebaut wurden. In den 1990er Jahren eröffnete BMW eine Produktionsstätte für SUVs in Spartanburg County, South Carolina. Mit Wirkung zum Jahr 2003 erwarb BMW außerdem den Namen Rolls-Royce Motor Cars und gründete im selben Jahr in China ein Joint Venture mit dem Namen BMW Brilliance. Daimler-Benz ging 1998 mit der Chrysler Corporation eine sogenannte „Fusion unter Gleichen“ ein. Unterschiede und Betriebsverluste führten jedoch 2007 zu deren Auflösung, obwohl Daimler-Benz das chinesische Joint Venture von Chrysler behielt und in Beijing Benz umbenannte. Das Unternehmen brachte 1998 auch den Smart auf den Markt und brachte 2002 die Marke Maybach neu auf den Markt. Darüber hinaus eröffnete es in den 1990er Jahren eine Produktionsstätte für SUVs in Tuscaloosa County, Alabama.
Am 5. Juli 2012 gab die Volkswagen AG einen Deal mit Porsche bekannt, der dazu führte, dass VW am 1. August 2012 das vollständige Eigentum an Porsche übernahm. Der Deal wurde aufgrund der Übertragung einer einzelnen Aktie im Rahmen des Deals als Umstrukturierung und nicht als Übernahme eingestuft. Die Volkswagen AG zahlte den Porsche-Aktionären 5,61 Milliarden US-Dollar für die restlichen 50,1 %, die sie nicht besaß.
Derzeit dominieren fünf deutsche Unternehmen und sieben Marken die Automobilindustrie im Land: Volkswagen AG (und Tochtergesellschaften Audi und Porsche), BMW AG, Daimler AG, Adam Opel AG und Ford-Werke GmbH. Im Jahr 2014 wurden in Deutschland fast sechs Millionen Fahrzeuge produziert, im Jahr 2020 waren es jedoch nur noch 3,7 Millionen, und etwa 5,5 Millionen werden von deutschen Marken im Ausland produziert. Deutschland gehört neben den USA, China und Japan zu den Top 4 Automobilherstellern der Welt. Der Volkswagen-Konzern ist einer der drei größten Automobilkonzerne der Welt (neben Toyota und General Motors).
Der Chevrolet Volt und seine GM-Voltec-Antriebstechnologie wurden in erster Linie vom ehemaligen deutschen Opel-Ingenieur Frank Weber erfunden und entwickelt, und einige der wichtigsten Teile der Entwicklung der GM-Elektrofahrzeuge werden in Deutschland durchgeführt.
Die 1988 gegründete Automobilmarke Wiesmann ging 2016 im Unternehmen Wiesmann Automotive auf.
Im November 2019 gab Tesla Inc. den Bau seiner ersten europäischen „Gigafactory“ (eine Autobatterie-Produktionsanlage, wie Tesla-CEO Elon Musk nennt) in Grünheide bei Berlin bekannt.
Im Jahr 2024 kündigten Autohersteller und Zulieferer einen Abbau von über 63.000 Stellen in Deutschland an. Im selben Jahr kündigte Volkswagen an, ein Joint Venture mit dem Elektroautohersteller Rivian, einem Konkurrenten von Tesla, zu gründen.
Ab 2035 müssen alle in Deutschland verkauften Neuwagen emissionsfreie Fahrzeuge sein.
Mit Sono Motors und Fox e-mobility kamen zwei neue deutsche Automobilhersteller auf den Markt, welche sich rein auf Elektroautos fokussieren. Ein weiterer neu hinzugekommener deutscher Automobilbauer ist Roding Automobile, welcher unter anderem Fahrzeuge mit Turbomittelmotor aber auch mit batterieelektrischem Antrieb im Portfolio hat.

## Werke

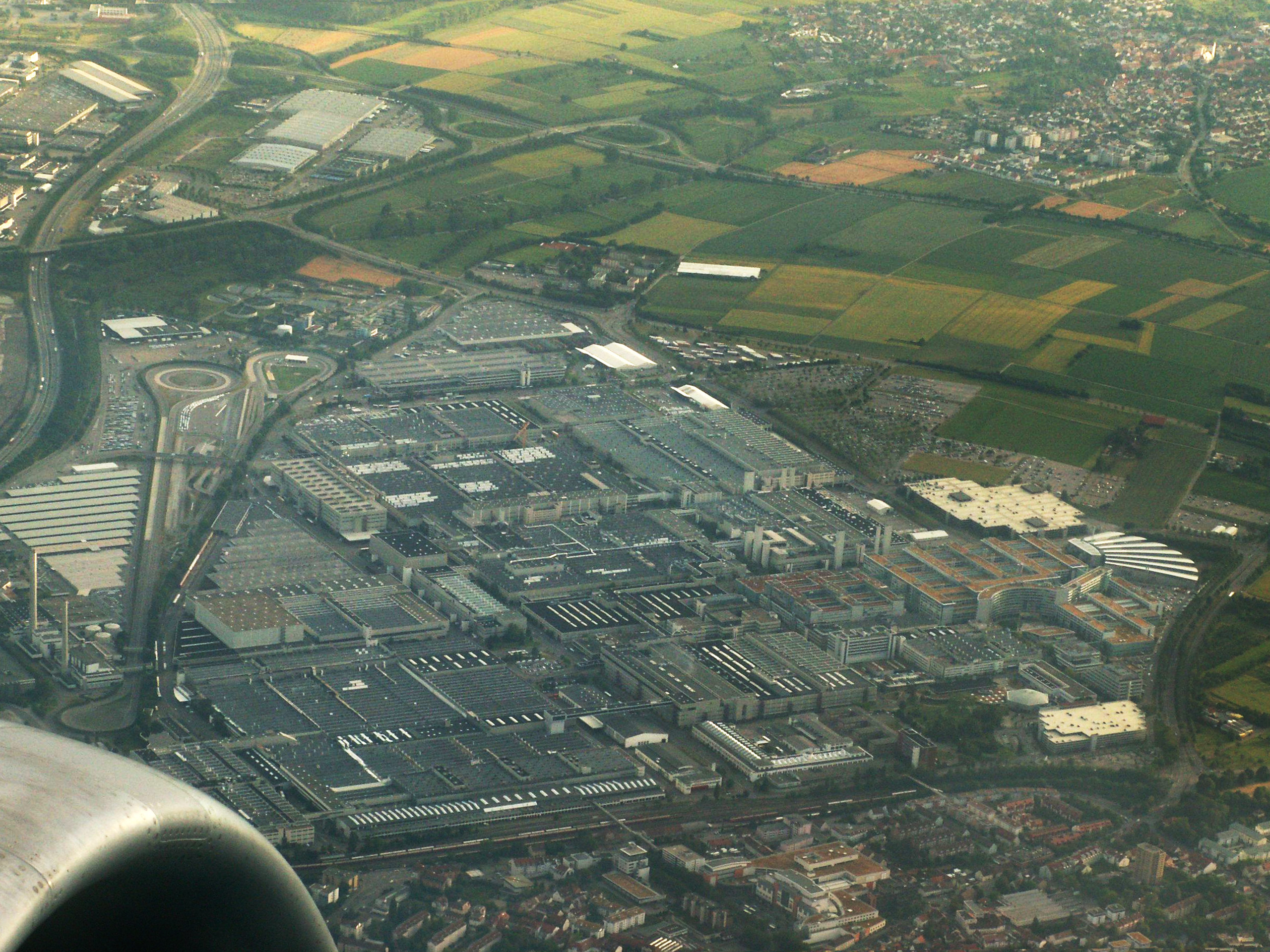
Mercedes-Benz Werk in Sindelfingen

Automobilwerke in Deutschland:

### Baden-Württemberg
- Affalterbach: Mercedes-AMG
- Gaggenau: Mercedes-Benz
- Lorch: Binz custom vehicles (Mercedes-Benz)
- Mannheim: Mercedes-Benz, Setra, truck engines, EvoBus
- Neckarsulm: Audi
- Rastatt: Mercedes-Benz
- Sindelfingen: Mercedes-Benz
- Stuttgart: Mercedes-Benz, Porsche
- Ulm: Mercedes-Benz, Magirus firefighting vehicles
- Weissach: Porsche

### Bayern
- Dingolfing: BMW
- Ingolstadt: Audi
- München: BMW, MAN

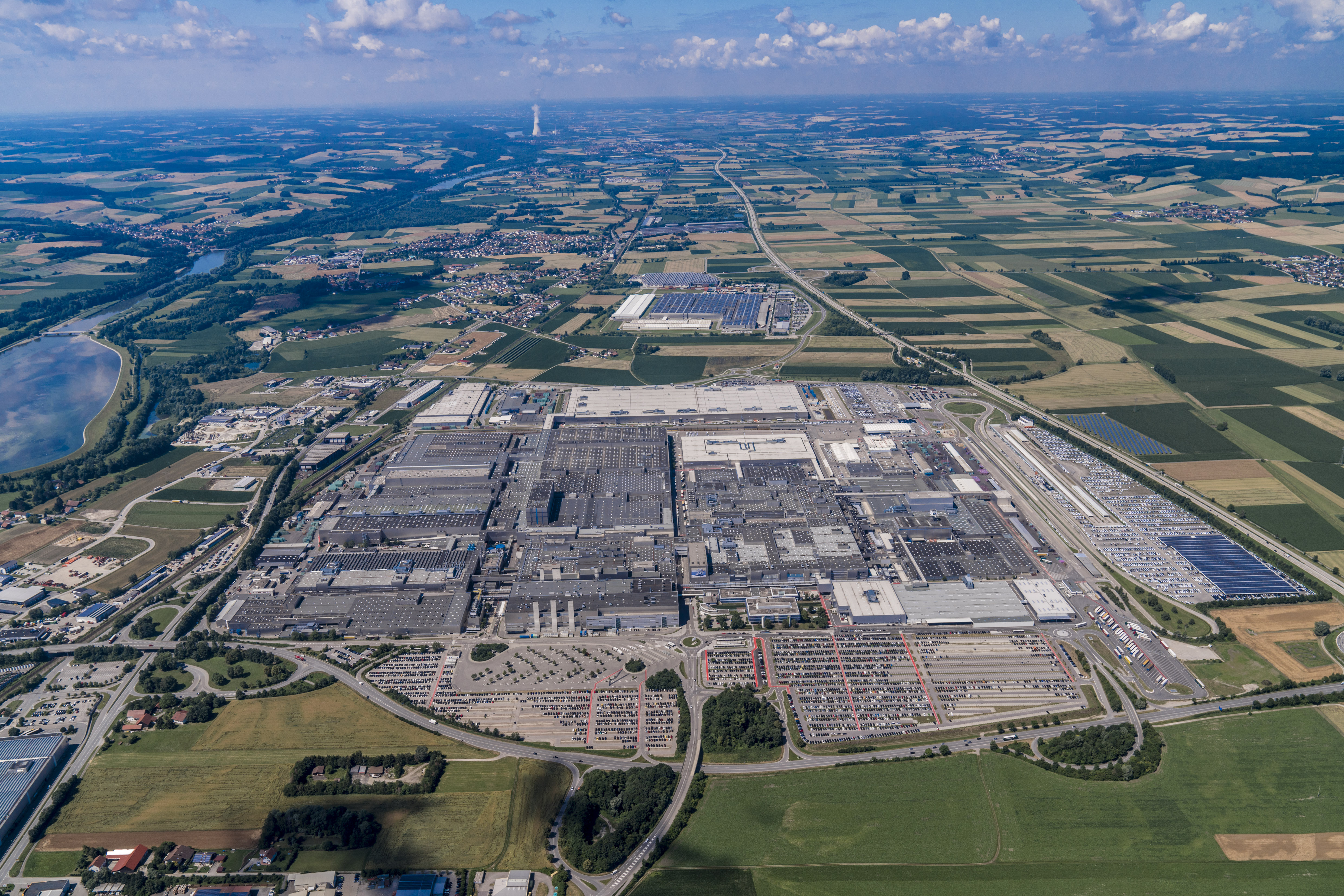
BMW Group Werk Dingolfing

- Neu-Ulm: Mercedes-Benz, Setra, EvoBus
- Nürnberg: MAN
- Pfaffenhausen: RUF
- Regensburg: BMW
- Roding: Roding Automobile

### Brandenburg

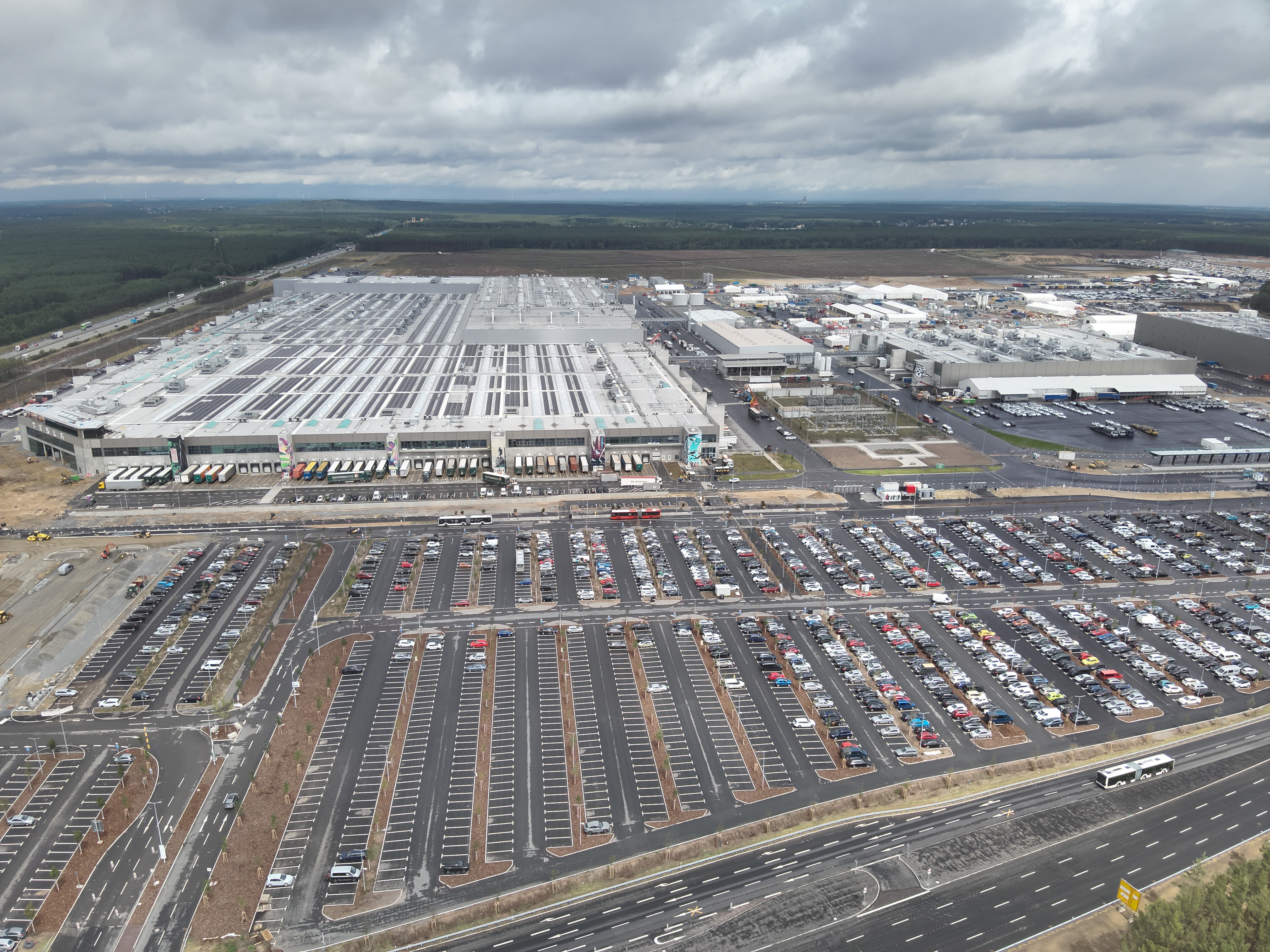
Tesla Gigafactory Berlin-Brandenburg

- Grünheide: Tesla
- Ludwigsfelde: Mercedes-Benz

### Niedersachsen

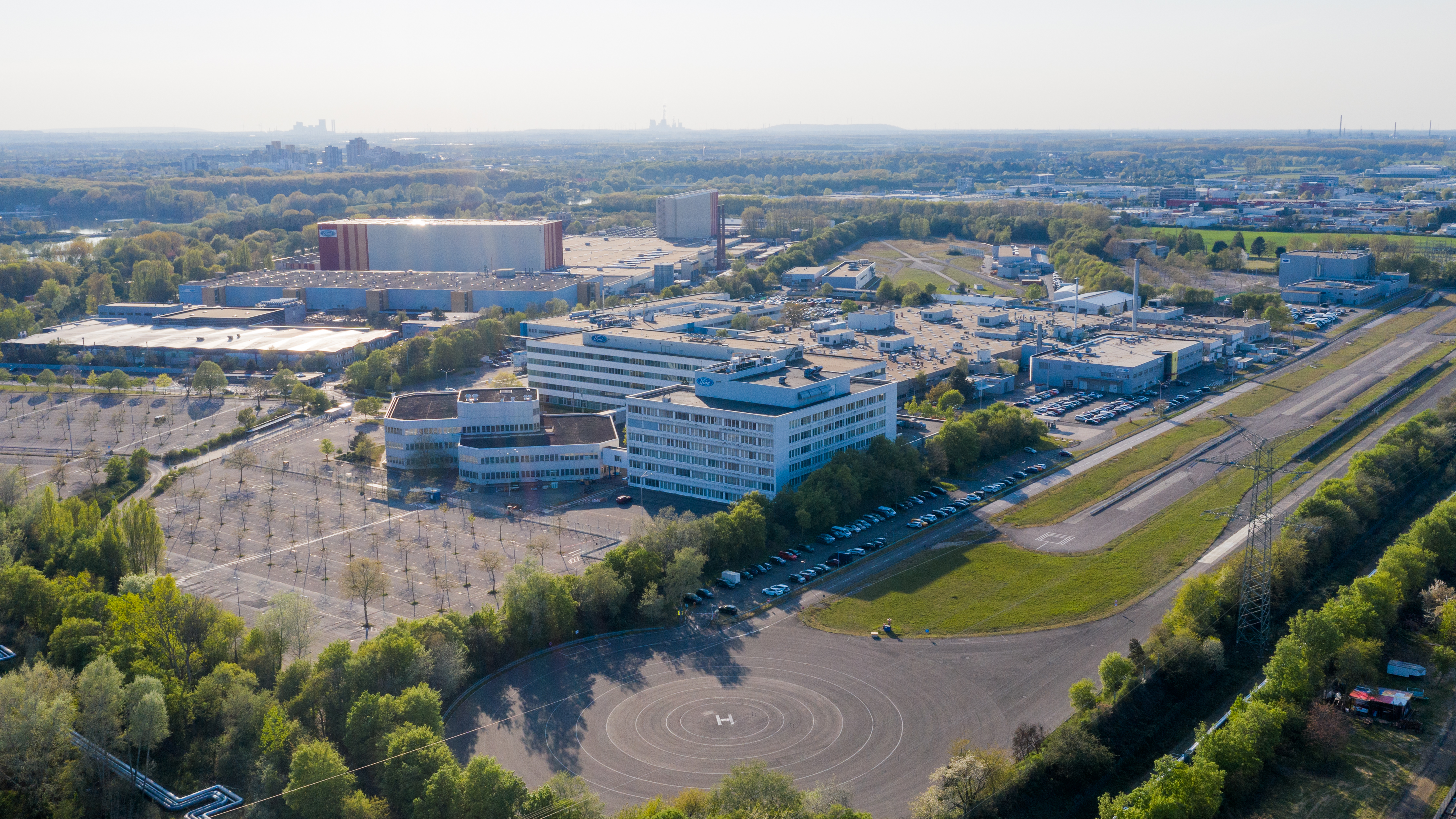
Ford-Werk in Köln

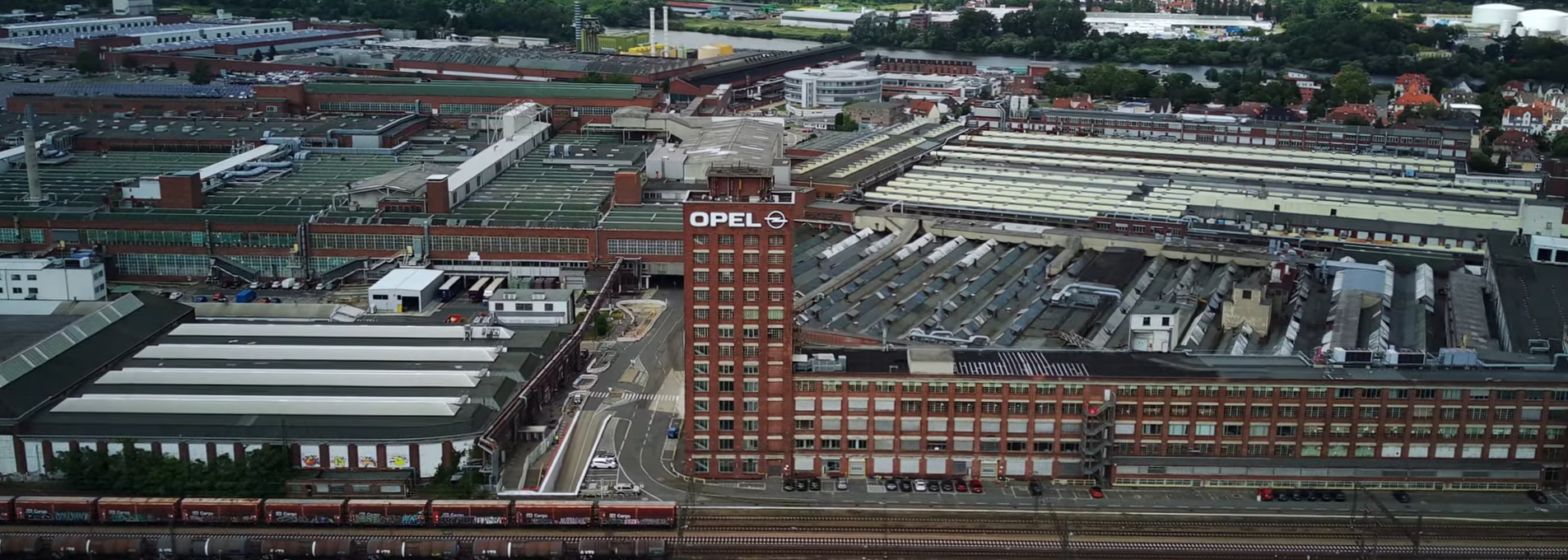
Opel-Werk in Rüsselsheim

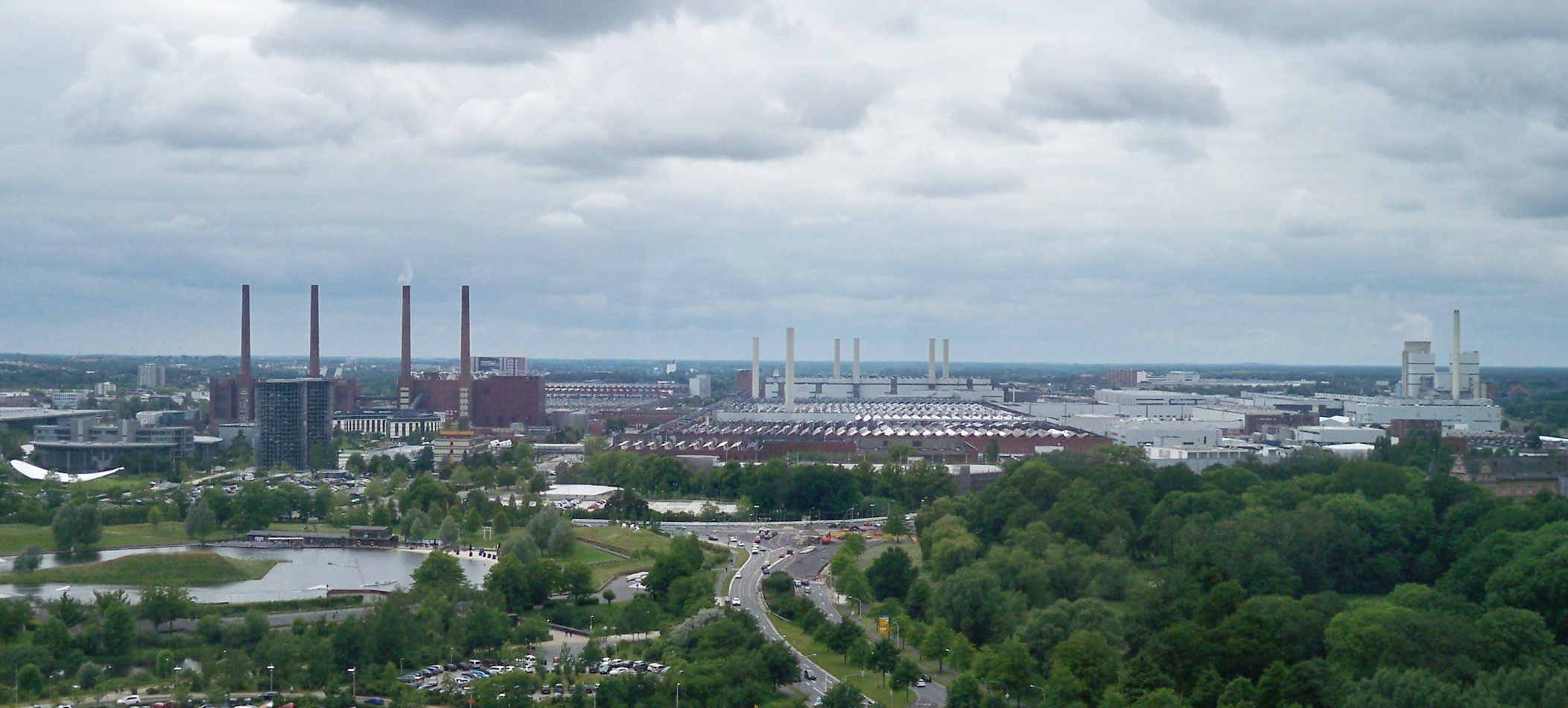
Volkswagenwerk Wolfsburg

- Emden: Volkswagen
- Hanover: Porsche, Volkswagen
- Osnabrück: Volkswagen, Porsche
- Salzgitter: MAN heavy trucks
- Salzgitter: Volkswagen
- Wolfsburg: Volkswagen

### Nordrhein-Westfalen
- Dortmund: Mercedes-Benz, EvoBus
- Dülmen: Wiesmann Automotive
- Düsseldorf: Mercedes-Benz, Volkswagen
- Köln: Ford

### Rheinland-Pfalz
- Kaiserslautern: Opel
- Wörth am Rhein: Mercedes-Benz, Unimog

### Sachsen
- Chemnitz: Volkswagen
- Dresden: Volkswagen
- Heyda: AC Automotive
- Leipzig: BMW
- Leipzig: Porsche
- Zwickau: Volkswagen

### Thüringen
- Eisenach: Opel
- Kölleda: Mercedes-Benz

### Rest des Landes

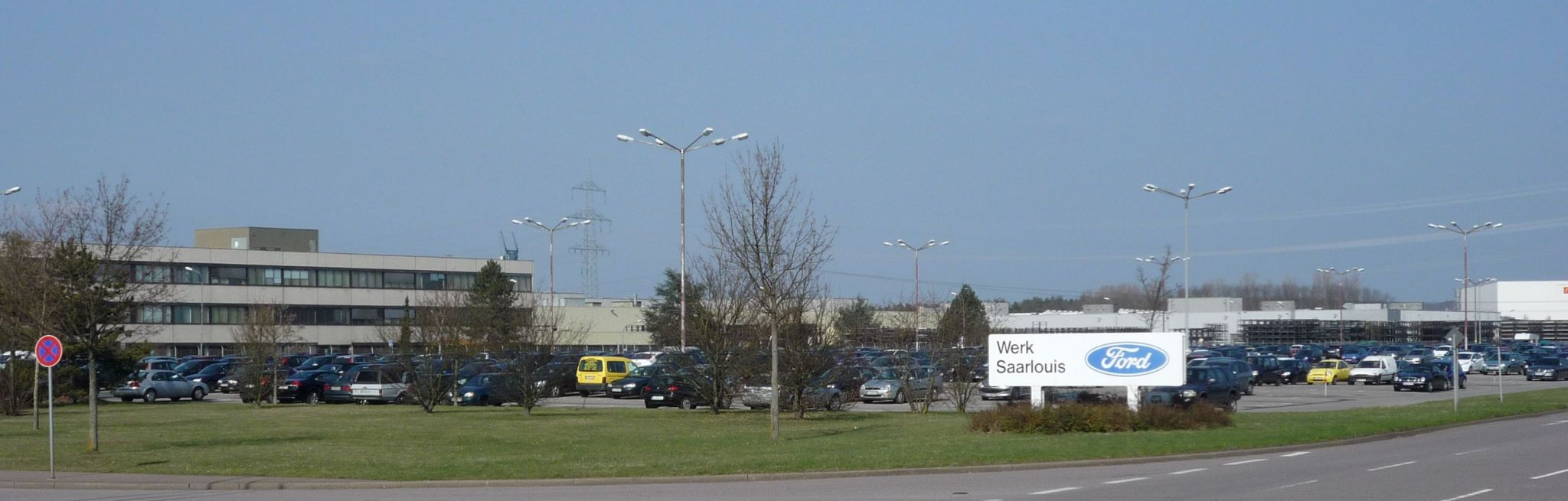
Ford-Werk in Saarlouis

- Bremen: Mercedes-Benz
- Rüsselsheim: Opel
- Saarlouis: Ford